# Gotham (New York City)
Gotham (amerikanisches Englisch: [ˈɡɒθəm]) ist seit dem 19. Jahrhundert ein Spitzname für die US-amerikanische Metropole New York City.

## Begriffsgeschichte

### Das englische Dorf Gotham
Der Name Gotham bezieht sich ursprünglich auf das englische Dorf Gotham in Nottinghamshire, so auch in der volkstümlichen Legende der Wise Men of Gotham. Bereits im 16. Jahrhundert wurde eine Sammlung satirischer Geschichten mit dem Titel Merrie Tales of the Mad Men of Gotham veröffentlicht.
Der englische Ortsname entstand als Zusammensetzung von altenglisch gat (englisch goat, „Ziege“) und der Ortsnamen-Endung -ham („Heim“), er bedeutet wörtlich „Ziegenheim“. Bei der Aussprache ist zu Beginn das englische Wort goat zu hören: [ˈɡəʊtəm]. Im Gegensatz dazu wird der Spitzname für New York mit einem a-Laut (im amerikanischen Englisch) und dem stimmlosen th-Laut ausgesprochen: [ˈɡɒθəm].

### Spitzname für New York City
Der US-amerikanische Schriftsteller Washington Irving verwendete 1807 in der satirischen Zeitschrift Salmagundi die Bezeichnung Gotham erstmals als Spitznamen für New York City. In Anlehnung an die englische Legende der Wise Men of Gotham insinuierte er, dass die Bewohner von New York City wie jene wichtigtuerisch und närrisch seien. In seinem Werk A History of New York (1809) verwendete Irving die Bezeichnung Gotham abermals für New York City. Die negative Konnotation von Gotham ging mit der Zeit verloren, so dass Gotham als wertneutraler Beiname von New York City bestehen blieb.
Spätestens ab der Mitte des 19. Jahrhunderts hatte sich Gotham als Parallelbezeichnung für New York City etabliert. Wie eingebürgert der Begriff war, zeigt etwa Edgar Allan Poes 1844 erschienener Bericht über das Alltagsleben in New York, den er Doings of Gotham nannte. Poe erwähnte, dass die Straßen unerträglich dreckig („insufferably dirty“) seien.
Das lokale Baseballteam nannte sich in seinen Gründungsjahren von 1883 bis 1885 New York Gothams, bevor es seinen Namen in Giants änderte. Der dänischstämmige Fotograf und Journalist Jacob August Riis benutzte den Ausdruck ebenfalls in seinem Werk How the Other Half Lives (1890). Der Schriftsteller O. Henry nannte New York City, den Schauplatz seiner kurz nach der Jahrhundertwende erschienenen Geschichten, ebenfalls Gotham, beispielsweise in der Geschichte Man About Town aus der Sammlung The Four Million.
Nachdem sich der Vorsitzende des Parish Council im englischen Gotham über viele Jahre um eine offizielle Partnerschaft seiner Gemeinde mit New York City bemüht hatte, schrieb Rudy Giuliani als Bürgermeister von New York im Januar 2000 in einem Brief, es sei ihm eine Freude, die Gelegenheit zu haben, „die kulturelle und historische Verbindung“ zwischen den beiden Orten zu bestätigen. Zu einer offiziellen Partnerschaft kam es jedoch nicht.
Der auf die Geschichte von New York City spezialisierte Historiker Mike Wallace verwendete den Spitznamen Gotham im Titel zweier umfangreicher Werke zur Geschichte der Stadt: Gotham: A History of New York City to 1898 (Koautor: Edwin G. Burrows, veröffentlicht 1998, Pulitzer-Preis 1999) und Greater Gotham: A History of New York City from 1898 to 1919 (veröffentlicht 2017).

### Gotham City
Gotham City ist kein gebräuchlicher Name für New York City, sondern der Name einer fiktiven Stadt, in der die Batman-Geschichten und andere Comic-Serien des Verlags DC Comics spielen. Der Name Gotham City nimmt allerdings auf das Gotham genannte New York Bezug – und Gotham City ähnelt in vielem der realen Stadt New York. Gotham City wird auch kurz Gotham genannt.